# 巴魯蘭火山
巴魯蘭火山是一座位於印度尼西亞爪哇島上的複式火山，其位於东爪哇省，海拔高度1,247（4,091英尺），比鄰於伊真火山。在人類的歷史中，巴魯蘭火山沒有爆發紀錄，僅在考察結果推估該火山最活耀的時期在全新世。

## 延伸閱讀
- Witton, Patrick. . Melbourne: Lonely Planet. 2003: 299. ISBN 1-74059-154-2 （英语）.

## 外部連結
维基导游上有關巴魯蘭國家公園的旅行指南